# Gamze Topuz
Gamze Topuz (Istanbul, 8 ottobre 1983) è un'attrice turca, nota per aver interpretato il ruolo di Ceyda nella serie DayDreamer - Le ali del sogno (Erkenci Kuş).

## Biografia
Gamze Topuz è nata l'8 ottobre 1983 a Istanbul (Turchia), fin da piccola ha mostrato un'inclinazione per la recitazione.

## Carriera
Gamze Topuz ha intrapreso i suoi studi presso la facoltà di comunicazione dell'Università Bilgi di Istanbul. Nel 2003 ha fatto la sua prima apparizione come attrice con il ruolo di Banu nella serie En iyi arkadasim. Nel 2007 e nel 2008 ha ricoperto il ruolo di Zeynep Öztürk nella serie Doktorlar. Nel 2009 ha interpretato il ruolo di Serap nel film Süpürrr! diretto da Yesim Sezgin.
Nel 2010 ha recitato nelle serie Ask ve ceza, Sefkat Tepe (nel ruolo di Zehra) e in Küçük Sirlar. L'anno successivo, nel 2011, ha ricoperto il ruolo di Derya Kutay nella serie Mavi Kelebekler. Nel 2013 ha interpretato il ruolo di Aylin nella serie Güzel Çirkin. Nel 2015 ha ricoperto il ruolo di Zelis'in Annesi nella serie Sevimli Tehlikeli. Nel 2015 e nel 2016 è entrata a far parte del cast della serie Evli ve Öfkeli, nel ruolo di Sevda.
Nel 2016 e nel 2017 ha interpretato il ruolo di Hulya nella serie Ask Laftan Anlamaz e quello di Birtanem nella serie Hayat Bazen Tatlidir. Nel 2017 ha ricoperto il ruolo di Sarah nella serie Söz. Dal 2017 al 2019 è entrata a far parte del cast della serie Kadin, nel ruolo di Sumru. Nel 2018 ha interpretato il ruolo di Suada Dilberovic nella miniserie Alija. Nello stesso anno ha recitato nella serie Tufa: Bulusma. Nel 2018 e nel 2019 è stata scelta per interpretare il ruolo di Ceyda nella serie in onda su Star TV DayDreamer - Le ali del sogno (Erkenci Kuş) e dove ha recitato insieme ad attori come Can Yaman e Demet Özdemir. Nel 2019 ha interpretato il ruolo di Savci Ceyda nella serie Arka Sokaklar. Nel 2022 e nel 2023 ha ricoperto il ruolo di Jasmin nella serie in onda su Show TV Sipahi.

## Vita privata
Gamze Topuz dal 2014 al 2016 è stata sposata con l'attore Ümit Kantarcilar, dal quale ha avuto una figlia che si chiama Elis Naz Kantarcılar.

## Filmografia

### Cinema
- Süpürrr!, regia di Yesim Sezgin (2009)

### Televisione
- En iyi arkadasim – serie TV, 4 episodi (2003-2004)
- Doktorlar – serie TV, 37 episodi (2007-2008)
- Ask ve ceza – serie TV, 23 episodi (2010)
- Sefkat Tepe – serie TV (2010)
- Küçük Sirlar – serie TV, 2 episodi (2010)
- Mavi Kelebekler – serie TV (2011)
- Güzel Çirkin – serie TV, 9 episodi (2013)
- Sevimli Tehlikeli – serie TV (2015)
- Evli ve Öfkeli – serie TV, 30 episodi (2015-2016)
- Aşk Laftan Anlamaz – serie TV, 12 episodi (2016-2017)
- Hayat Bazen Tatlidir – serie TV, 26 episodi (2016-2017)
- Söz – serie TV, 2 episodi (2017)
- Kadin – serie TV, 40 episodi (2017-2019)
- Alija – miniserie TV, 4 episodi (2018)
- Tufa: Bulusma – serie TV, 1 episodio (2018)
- DayDreamer - Le ali del sogno (Erkenci Kuş) – serie TV, 7 episodi (2018-2019)
- Arka Sokaklar – serie TV, 9 episodi (2019)
- Sipahi – serie TV, 8 episodi (2022-2023)

## Doppiatrici italiane
Nelle versioni in italiano dei suoi film e delle sue serie TV, Gamze Topuz è stata doppiata da:
- Beatrice Margiotti[21] in DayDreamer - Le ali del sogno[22]